# Sinagoga Paradesi
Sinagoga Paradesi ali judovska sinagoga Kočin ali sinagoga Matančeri (malajalamsko പരദേശി ജൂതപള്ളി) je sinagoga v judovskem mestu Matančeri, predmestju mesta Koči v Kerali v Indiji. Leta 1568 so jo zgradili Samuel Castiel, David Belila in Joseph Levi za cvetočo judovsko skupnost Paradesi v Kočiju. Judje Kočin so sestavljali predvsem veliko starejši malabarski Judje in novo prispeli sefardski begunci pred portugalskim verskim preganjanjem Judov v Španiji in na Portugalskem. Je najstarejša aktivna sinagoga v Commonwealthu. Paradesi je beseda, ki se uporablja v več indijskih jezikih, dobesedni pomen izraza pa je 'tujci', uporabljena za sinagogo, ker so jo zgradili sefardsko ali portugalsko govoreči Judje, nekateri od njih iz družin, izgnanih v Alepu, Safedu in drugih zahodnoazijskih krajev.
Sinagoga stoji v četrti starega Kočina, znani kot Judovsko mesto in je edina od sedmih sinagog na tem območju, ki je še vedno v uporabi, čeprav sta sinagogi Kadavumbhagam (1544 n. št.) in Thekumbhagam (1647 n. št.) (izumrle) veliko starejši in so tri sinagoge v Matančeriju. Kompleks ima štiri stavbe. Zgrajena je bila ob templju palače Matančeri na zemljišču, ki ga je skupnosti dal radža iz Kočija, Rama Varma. Tempelj palače Matančeri in sinagoga Matančeri imata skupno steno.

## Zgodovina
malabarski Judje ali Judje Jehudan Mapila (znani tudi kot Judje Kočin) so oblikovali uspešno trgovsko skupnost v Kerali in nadzorovali velik del svetovne trgovine z začimbami. Leta 1568 so Judje Paradesi zgradili sinagogo Paradesi poleg palače Matančeri, zdaj del indijskega mesta Ernakulam, na zemljišču, ki jim ga je dal radža iz Kočija. Prva sinagoga v Indiji je bila zgrajena v 4. stoletju v Kodungalurju (Cranganore), ko so imeli Judje trgovsko vlogo v južni indijski regiji (danes imenovani Kerala) ob Malabarski obali. Ko se je skupnost v 14. stoletju preselila v Koči, je tam zgradila novo sinagogo.
Prva sinagoga Malabarskih Judov ali Jehudan Mapila v Kočinu je bila uničena v 16. stoletju med portugalskim preganjanjem Judov in ljudstva Nasrani ali Surijani Mapila ali sirskega (aramejskega) Mapila. Druga, zgrajena pod zaščito radže v Matančeriju leta 1558, med portugalsko vladavino Kočina, je sedanja sinagoga, ki se še vedno uporablja za bogoslužje in lahko privabi minjan. Imenuje se sinagoga Paradesi, ker so jo zgradili špansko govoreči Judje (Paradesi Judje); to je prispevalo k neformalnemu imenu: paradesi sinagoga ali tuja sinagoga. Poleg tega se je v Koči priselila nova judovska skupina, Sefardi z Iberskega polotoka. Ti in malabarski Judje so si delili številne vidike svoje vere, prišleki so se naučili judovsko-malajalamskega narečja, vendar so tudi Sefardi vsaj tri stoletja ohranili lastno kulturo in španski jezik. Do leta 1660 so Nizozemci zavladali območju Koči in ga imenovali nizozemski Malabar. V poznejših letih so sinagogo Paradesi uporabljali predvsem Sefardi (ki so jih imenovali tudi Paradesi) in njihovi potomci ter pozneje evropski izgnani Judje.
Sinagoga Paradesi je imela tri razrede članov:
- Beli Judje so bili polnopravni člani. Beli Judje ali Judje Paradesi so bili nedavni potomci Sefardov iz Španije, Portugalske in Nizozemske.
- Črnim Judom ali Malabarskim Judom je bilo dovoljeno bogoslužje, vendar niso bili sprejeti v polnopravno članstvo. Ti kočinski Judje so bili prvotni judovski naseljenci Kočina.
- Mešučrarim, skupina osvobojenih sužnjev in njihovih potomcev, ki so jih pripeljali Sefardi, niso imeli skupnostnih pravic in svoje sinagoge. Sedeli so na tleh ali na zunanjih stopnicah. V prvi polovici 20. stoletja se je Abraham Barak Salem, mešhučrar, uspešno boril proti tej diskriminaciji.

Leta 1968 so 400. obletnico sinagoge praznovali na slovesnosti, ki se je je udeležila indijska premierka Indira Gandhi.

## Danes
Kot je običajno za ortodoksne judovske sinagoge ali sinagoge Jehudan Mapila, ima sinagoga Paradesi ločene sedeže za moške in ženske.
Danes je sinagoga Paradesi edina delujoča sinagoga v Kočiju z minjanom (čeprav je ta minjan treba oblikovati z Judi zunaj Kočija, saj število, ki tam še vedno prebiva, ni zadostno). V skladu s hindujsko, krščansko ali sirsko tradicijo Mapila in muslimanske Mapile v Kerali morajo verniki vstopiti v sinagogo Paradesi bosi. Drugi vidiki, ki so edinstveni za judovsko skupnost Kočin in so rezultat hindujskega vpliva, vključujejo posebne barve oblačil za vsak praznik, obrede obrezovanja, ki se izvajajo pri javnem bogoslužju, in razdeljevanje mirtinih listov, namočenih v grozdje, na določenih festivalih. Poleg tega je trenutni rabin v sinagogi Paradesi, ki ga je postavil Midraš Sefardi, rabin Jonaton Francis Goldschmidt.
Sinagoga je kot zgodovinska znamenitost odprta za plačilo. Prodajalka vstopnic Yaheh Hallegua je zadnja Judinja Paradesi v rodni dobi. Sinagoga je zaprta ob petkih, sobotah in nedeljah ter tudi ob judovskih praznikih. Od aprila 2016 v Fort Kočiju živi samo 5 Judov. Za moške in ženske velja strog kodeks oblačenja. Moški morajo nositi polne srajce in hlače, ženske pa morajo nositi krila pod koleni.

## Predmeti antike
Sinagoga Paradesi ima zvitke postave, več zlatih kron, prejetih kot darila, veliko belgijskih steklenih lestencev in medeninasto prižnico. V njej so bakrene plošče iz 10. stoletja s privilegiji, podeljenimi Josephu Rabbanu, najzgodnejšemu znanemu kočinskemu Judu. Ti dve plošči je v stari malajalamščini vpisal vladar Malabarske obale. Tla sinagoge so sestavljena iz več sto kitajskih ročno poslikanih porcelanastih ploščic iz 18. stoletja, od katerih je vsaka unikatna. Ročno vozlana orientalska preproga je bila darilo Haileja Selassieja, zadnjega etiopskega cesarja. Sinagoga ima stolp z uro iz 18. stoletja, ki ga je skupaj z drugimi deli kompleksa med letoma 1998 in 1999 obnovil arhitekt Karl Damschen pod vodstvom World Monuments Fund.
- Stolp z uro sinagoge Paradesi (2001)
- Plaketa v sinagogi Paradesi
- Stolp z uro sinagoge Paradesi (2005)
- Vhod

Tabla iz nekdanje sinagoge Koangadi (1344) v Kočangadiju, južno od Judovskega mesta Koči, je bila nameščena na zunanjo steno sinagoge Paradesi. Napis navaja, da je bila stavba zgrajena leta 5105 (po hebrejskem koledarju) kot »prebivališče božjega duha«. To tablico so sprva odkrili vstavljeno v steno sinagoge Kadavumbhagam Matančeri med obnovitvenimi deli.

## Sinagoga Thekumbhagom
Sinagoga Thekumbhagom, ki je na Judovski ulici v predelu Ernakulam v Kočinu, je bila zgrajena leta 1580 in prenovljena leta 1939.